# جزایر شوگر لاوف
جزایر شوگر لاوف (به لاتین: Sugar Loaf Islands) یک مجمع‌الجزایر در نیوزیلند است که در Taranaki Region واقع شده‌است. جزایر شوگر لاوف ۰ نفر جمعیت دارد.